# رامي ذيب
رامي ذيب (14 يونيو 1977 - ) رياضي أولمبي متقاعد من فلسطين. مثل فلسطين في الألعاب الأولمبية الصيفية 2000 في سيدني حيث تنافس على مسافة 20 كيلومتر مشي وأخذ المرتبة 44. كان حامل علم فلسطين في افتتاح دورة الألعاب الأولمبية الصيفية 2000.

## روابط خارجية
- رامي ذيب على موقع الاتحاد الدولي لألعاب القوى (الإنجليزية)
- رامي ذيب على موقع أوليمبيديا (الإنجليزية)